# Gedenkstein für Nathan den Vorsteher

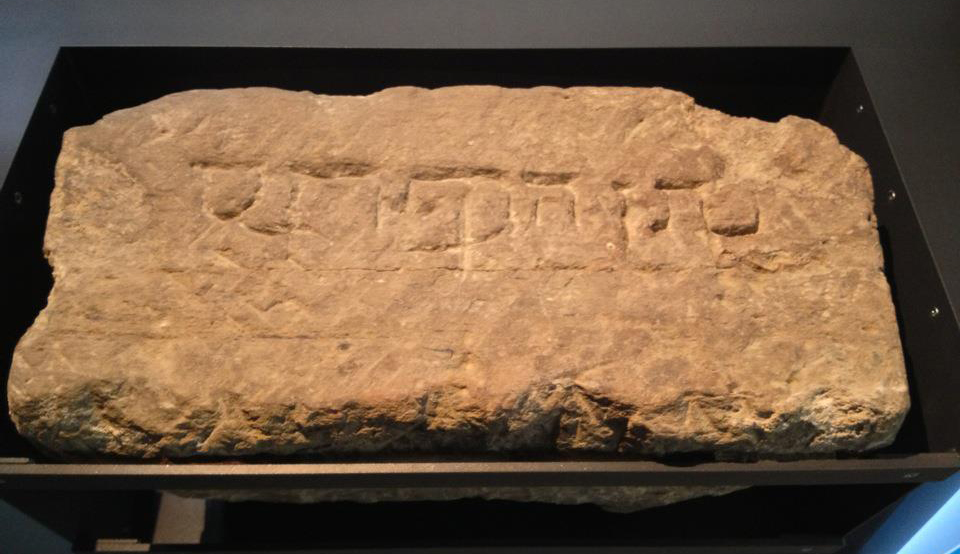
Gedenkstein für Nathan den Vorsteher

Der Gedenkstein für Nathan den Vorsteher aus Heilbronn ist ein 21 × 50 cm großer Sandsteinquader mit der hebräischen Inschrift נתן הפרנס (Nathan ha Parnas). Der Stein diente zum Verschließen einer Grabnische im Keller des Hauses Lohtorstraße 22, wo sich einst die zweite Heilbronner Synagoge befunden hatte. Der Stein ist als ältestes Zeugnis jüdischer Ansiedlung in Heilbronn Teil der Dauerausstellung im Haus der Stadtgeschichte.

## Geschichte
Der Stein befand sich im Keller der beim Luftangriff vom 4. Dezember 1944 zerstörten Gastwirtschaft „Zur Fischerstube“ in der Lohtorstraße 22, wo sich noch weitere vermauerte Grabnischen befunden haben. Er wurde bei der Trümmerräumung nach dem Zweiten Weltkrieg geborgen und dem Stadtarchiv Heilbronn übergeben. An der Lohtorstraße 22 hat sich wohl die Zweite Heilbronner Synagoge befunden, eine unterirdische Verbindung bestand außerdem mit dem Haus Kieselmarkt 1, in dem sich einst eine Mikwe befand.
Als Parnas wird der Vorsteher einer jüdischen Gemeinde bezeichnet. Die hebräische Inschrift des Steins bedeutet übersetzt Nathan der (Gemeinde-)Vorsteher und bezeugt damit, dass es zum Zeitpunkt der Beisetzung Nathans bereits eine jüdische Gemeinde in Heilbronn gegeben haben muss.
Die Beisetzung der Toten in unterirdischen Katakomben, in denen die Grabnischen mit Inschriftensteinen verschlossen wurden, geht auf einen alten jüdischen Brauch zurück. In Unteritalien und Sizilien sind solche Grabnischen noch aus dem 9. Jahrhundert nachgewiesen. Von dort hat dieser Bestattungsritus mit den ältesten deutschen Judengemeinden ausgebreitet. Im 11. Jahrhundert ging man zu Erdbestattungen über, wobei die ältesten erhaltenen Grabsteine dann üblicherweise schon Ehrbezeugungen und fromme Wünsche enthalten.
Die IRGW datierte den Heilbronner Stein aufgrund seiner Schriftform und dem Fehlen von Ehrbezeugungen auf das 9. Jahrhundert. Das Leo Baeck Institut datierte ihn hingegen in die zweite Hälfte des 11. Jahrhunderts. Die jüngere Literatur schließt sich der späteren Datierung an.